# Martin Turner
Martin Turner (ur. 1 października 1947 w Torquay, Devon w Anglii) – gitarzysta basowy oraz wokalista. Znany jako jeden z założycieli zespołu rockowego Wishbone Ash.
Martin występował z zespołem od początku jego istnienia do roku 1980. Był głównym tekściarzem. Miał swój notes, w którym zapisywał spostrzeżenia i wiersze. Jego twórczość wynika z obserwacji otoczenia i własnych odczuć. Niektóre liryki urzekają prostotą, niektóre zaś głębią doznań. Główna tematyka tekstów Wishbone Ash to kobiety i wszelkie z tym związane problemy. Nie zabrakło jednak akcentów antywojennych (Phoenix, Warrior, Throw Down The Sword). Pojawiały się także teksty opisujące stany psychiczne, które z pewnością były pochodną wrażliwości, a być może również innych czynników.
Jego melodyjna gra na basie była bardzo ważnym elementem brzmienia całego zespołu. Nie raz gitara basowa Martina zastępowała trzecią gitarę (np. Jailbait), oraz nierzadko wybijała się ponad zespół (np. Handy)
Z zespołem nagrał wiele przebojów oraz albumów, w tym płytę Argus.
Po odejściu zajął się produkcją płyt.
W 1987 roku reaktywował się oryginalny kwartet. Razem nagrali trzy płyty – instrumentalną Nouveau Calls, Here to Hear oraz Strange Affair – produkcją tych płyt zajął się sam Martin. Grali i koncertowali razem do roku 1991.
W 2005 roku Martin założył zespół Martin Turner's Wishbone Ash, z którym wykonuje utwory z wcześniejszych lat działalności Wishbone Ash. Nagrali 2 albumy New Live Dates Vol.1 w 2006 roku oraz New Live Dates Vol.2 w 2007 roku. Na obydwu płytach gościnnie wystąpił Ted Turner.
Martin grał głównie na gitarze basowej Gibson Thunderbird. We wcześniejszych latach używał również gitary Fender Precision Bass oraz gitary basowej firmy Rickenbacker.